# جسر إلى الأبد
جسر إلى الأبد هي مسرحية قصيرة، ألّفها الكاتب الفلسطيني غسان كنفاني. كُتبت في عام 1965، ونُشرت لأول مرة في 1 يناير (كانون الثاني) 1982. كتبها بهدف بثها عبر إحدى الإذاعات العربية، إلا أنها لم تُذع حينها. تُعد هذه المسرحية الثانية ضمن ثلاث مسرحيات تضمنتها أعماله.

## نبذة
تُعد مسرحية جسر إلى الأبد عملًا فلسفيًا يعكس الواقع المُظلم والبائس في البلدان العربية؛ حيثُ تدور أحداثها حول شخصية البطل "فارس"، الذي يعرف موعد وفاته، ليعيش في صراع دائم بين الحقيقة والوهم. تبدأ الأحداث عندما تصدم "رجاء" بطل المسرحية "فارس" بسيارتها، وتسعى لفهم مأساته ومساعدته على التصالح مع ماضيه المُؤلم الذي كان يعتقد به أنه سبب وفاة والدته، وتتحول إلى جسر يربطه بالحياة بدلًا من الموت، مما يُنقذه من عزلته ويُعيد إليه الأمل.
قالت رجاء في نهاية المسرحية:
عبّر فارس عن فرحته في نهاية المسرحية قائلاً: